# Барада
Ба́рада (Вади-Барада, Нахр-Барада; араб. بردى) — река в Сирии. Длина — 72 км.
Барада берёт начало в горах Антиливана, течёт на юго-восток и пропадает в луговых озёрах. На Бараде расположена столица Сирии — Дамаск. Река вместе с притоками разбивается на множество рукавов и искусственных каналов, благодаря чему окрестности Дамаска имеют пышную растительность.
Первый приток реки — Нахр-эль-Арак, впадающий в Вади-Бараду слева.
Барада упоминается в Библии (4 Цар. 5:12) как одна из двух «рек дамаскских» — Авана́ (что значило «каменистая»).